# Cowboys du Wyoming
Pour les articles homonymes, voir Cow-boy.
Les Cowboys et Cowgirls du Wyoming (en anglais : Wyoming Cowboys and Cowgirls) sont un club omnisports universitaire représentant l'université du Wyoming située à Laramie dans l'État du Wyoming aux États-Unis.
Ses 17 programmes sportifs participent aux compétitions universitaires organisées par la National Collegiate Athletic Association en tant que membres de la conférence Mountain West, à l'exception des programmes masculins de natation/plongeon et de lutte, respectivement membres de la conférence Western Athletic et de la conférence Big 12.

## Sports représentés
| Hommes (8)                                  | Femmes (9)        |
| ------------------------------------------- | ----------------- |
| Athlétisme †                                | Athlétisme †      |
| Basketball                                  | Basketball        |
| Cross country                               | Cross country     |
| Football américain                          | Football (soccer) |
| Golf                                        | Golf              |
| Lutte                                       | Natation/Plongeon |
| Natation/Plongeon                           | Tennis            |
|                                             | Volley-ball       |
| † – Athlétisme en salle et/ou en plein air. |                   |

## Football américain

### Affiliation aux conférences
- Indépendants (1893–1904)
- Colorado Football Association (en) (1905–1908)
- Rocky Mountain Athletic Conference (en) (1909–1937)
- Mountain States Conference (en) (1938–1961)
- Western Athletic Conference (1962–1998)
- Mountain West Conference (depuis 1999)

### Palmarès
Les Cowboys ont remporté : 
- dix bowls universitaires sur les 19 disputés ;
- 14 titres de conférence : 7 en en MSC et 7 en WAC ;
- 2 titres de division : en 1996 dans la division Pacific de la WAC et en 2016 dans la division Mountain de la MWC.

Ils comptent 4 joueurs reconnus All-American par consensus.

### Rivalités
- Rams de Colorado State
- Rainbow Warriors d'Hawaï
- Aggies d'Utah State
- Falcons de l'Air Force

## Autres sports

### Palmarès
- Titre national NCAA :
  - Équipe masculine :
    - Basketball : 1943
    - Ski : 1968

  - Équipe mixte :
    - Ski : 1985
- Titre national non reconnu par la NCAA :
  - Équipe féminine de basket-ball : 2007 (dans la WNIT)